# Arc festonné
L'arc festonné est une variante de l'arc polylobé dans laquelle les lobes constituant l'intrados de l'arc sont convexes au lieu d'être concaves, formant une série de petits cylindres transversaux.

## L'arc festonné dans l'architecture romane
L'arc festonné est apparu au XIIe siècle le long de la via Tolosane qui est une des grandes routes françaises du pèlerinage de Saint-Jacques-de-Compostelle par lesquelles l'arc polylobé s'est répandu en France.
On le retrouve par exemple au portail de la chapelle Saint-Hippolyte de Loupian en Languedoc, surmonté d'un arc outrepassé (arc en forme de fer à cheval).
Pour Paul Héliot, l'arc festonné est un « arc dont la ligne d'intrados est périodiquement interrompue par de menus appendices qui convergent ordinairement vers le centre de l'arc […] Les festons sont de simples pendentifs n'intervenant nullement dans le dessin de l'arc, redents amaigris, le plus souvent évidés, ils ont l'air de fioritures négligeables ».
Sa variante, l'arc festonné brisé, se retrouve plus loin en Provence, au monastère de Ganagobie, le long de la via Francigena qui prolongeait la via Tolosane jusqu'à Turin.
| - Loupian : chapelle Saint-Hippolyte. - Loupian : arc festonné de Saint-Hippolyte. - Loupian : portail de la chapelle Saint-Hippolyte. - Cahors : cathédrale Saint-Étienne, portail sud en arc trilobé et festonné. - Abbaye Saint-Pierre de Moissac, portes de l'abbatiale. |

## Type d'arc dérivé
- Arc festonné brisé